# Rafael Orozco, el ídolo
Az Rafael Orozco, el ídolo egy kolumbiai telenovella készített 2012-ben. Főszereplői: Alejandro Palacio, Taliana Vargas, Maritza Rodríguez és Mario Espitia. Kolumbiában 2012-tól 2013-ig a Caracol TV sugározta.

## Főszereplők
| Színész(nő)       | Szerepnév             |
| ----------------- | --------------------- |
| Alejandro Palacio | Rafael Orozco Maestre |
| Taliana Vargas    | Clara Elena Cabello   |
| Maritza Rodríguez | Martha Mónica Camargo |
| Mario Espitia     | Ernesto "Teto" Tello  |